# Only You (chanson de Dream)
Singles de Dream
Ev'rybody Alright!
(2010) Darling
(2014)
Only You est le vingt-deuxième single régulier du groupe de J-pop dream (en exceptant singles en indépendant et singles digitaux), et son premier disque en tant que quatuor.

## Présentation
Le single sort le 29 mai 2013 au Japon sous le label Rhythm Zone, près de trois ans après le précédent single du groupe, Ev'rybody Alright! sorti en 2010 (entre-temps sont sortis en 2011 deux singles digitaux en téléchargement). Il atteint la 7e place du classement Oricon, et reste classé pendant quatre semaines. C'est le single du groupe le mieux classé à l'exception de My Will classé 6e treize ans auparavant, et c'est son single le mieux vendu depuis dix ans, bien que moins vendu que la plupart de ceux sortis de 2000 à 2003.
Il sort aussi en édition "CD+DVD" incluant un DVD contenant le clip vidéo de la chanson-titre et son making of, mais avec moins de pistes sur le CD car n'incluant qu'une des versions instrumentales. Il sort aussi en distribution limitée aux formats "One Coin CD" et "carte musicale", ne comportant qu'un titre mais ne coutant que 500 yen. Les quatre éditions ont des pochettes différentes mais représentant toutes le groupe jouant au curling.
Comme les deux précédents singles physique du groupe, il contient dans sa version "CD seul" quatre chansons différentes et leurs versions instrumentales ; la version "CD+DVD" contient les quatre chansons et uniquement la version instrumentale de la chanson-titre Only You, tandis que les versions "One Coin CD" et "carte musicale" ne contiennent que la chanson-titre. Only You est utilisée comme thème musical pour une publicité, et l'une des autres chansons, My Day, One Way, sert de générique au drama télévisé Monsieur!.
C'est le premier disque physique sorti par la formation du groupe à quatre membres, après les départs de Kana Tachibana et Sayaka Yamamoto en 2011, et c'est donc le premier sans aucune des trois membres originales (Tachibana, Yū Hasebe et Mai Matsumuro).

## Formation
- Erie Abe
- Aya Takamoto
- Ami Nakashima
- Shizuka Nishida

## Liste des titres
Les chansons sont écrites par Jam 9 ou NA.ZU.NA, composées par Jam 9, NA.ZU.NA ou Army Slick, et arrangées par Army Slick.
| 1. | Only You                                             |  |
| 2. | Boom! Boom! (BOOM! BOOM!)                            |  |
| 3. | My Day, One Way (MY DAY, ONE WAY)                    |  |
| 4. | Catch a Wave (Catch A Wave)                          |  |
| 5. | Only You (Instrumental)                              |  |
| 6. | Boom! Boom! (Instrumental) (BOOM! BOOM! ...)         |  |
| 7. | My Day, One Way (Instrumental) (MY DAY, ONE WAY ...) |  |
| 8. | Catch a Wave (Instrumental) (Catch A Wave ...)       |  |

| 1. | Only You                          |  |
| 2. | Boom! Boom! (BOOM! BOOM!)         |  |
| 3. | My Day, One Way (MY DAY, ONE WAY) |  |
| 4. | Catch a Wave (Catch A Wave)       |  |
| 5. | Only You (Instrumental)           |  |

| 1. | Only You (Video Clip) (clip vidéo) |  |
| 2. | Only You (Making Clip) (making of) |  |

| 1. | Only You |  |